# Абдул Карім (фаворит королеви)
Мухаммад Абдул Карім (відомий як Мунші, англ. Abdul Karim (the Munshi); (1863 , Лалітпур, Британська Індія  — 20 квітня 1909 , Аґра ) — слуга і фаворит королеви Вікторії в період її вдівства. За походженням індієць — мусульманин.

## Біографія

### Ранні роки
Мухаммад Абдул Карім народився у містечку Лалітпур біля міста Джхансі у Британській Індії у сім'ї співробітника госпіталю. У нього був старший брат Абдул Азіз та чотири молодші сестри. У дитинстві Абдул Каріма навчили говорити перською і урду. Підлітком він здійснив подорожі Північною Індією та Афганістаном, а молодою людиною отримав протекцію у британського чиновника, якому допомагав організувати поїздку ув'язнених-килиморобів до Англії та виставку золотих виробів для королеви Вікторії.

### Відносини з королевою
У 1887 році, який був роком так званого золотого ювілею королеви, Абдул Карім став одним із двох індійців, відібраних для служби їй. Він зміг сподобатися Вікторії, за її розпорядженням пройшов додаткове навчання англійській мові, отримав посаду її секретаря з індійських справ, унікальний титул Мунші (що можна перекласти як секретар, писар, учитель чи помічник) та земельну ділянку в Індії. Титул був дарований йому в серпні 1888 року, після його скарг на нібито «не належну» шляхетному походженню роботу простого слуги. Мунші стає постійним співрозмовником і компаньйоном Вікторії, їх дискусії стосуються найрізноманітніших тем.
Після поїздки до Індії на півроку 1892 року, Мунші познайомив Вікторію та її гостей зі своєю сім'єю, поміщеною в окремому котеджі. Дружина і теща вели замкнутий спосіб життя, ходили закутаними в хустки та прикрашеними безліччю золотих виробів, англійська у дружини Мунші була погана. Абдул нажив багато ворогів при дворі так, як усі боялися його впливу на Королеву.
У листопаді 1899 Мунші знову поїхав до Індії на рік. Коли у листопаді 1900 року він повернувся до Англії, Вікторія помітно постаріла та її здоров'я погіршилося. За кілька місяців королева померла. Новий монарх Едуард VII дозволив Абдул Каріму попрощатися з пані, але після похорону вислав його назад до Індії, а листування між ним та королевою наказав знищити. Також відіслані були деякі інші уродженці Індостану, що, за спогадами сучасників, позбавило двір ноток східного колориту.
Абдул Карім отримав від Вікторії багато матеріальних благ та почестей для себе.
Сама Вікторія стверджувала, що її секретар ніколи не читав політичних паперів навіть у її присутності. Вона підписувала свої записки до нього на урду словами «твоя любляча мати» і зазвичай не відмовляла у проханнях, хоча частково під тиском оточення не змогла дати фавориту титул наваба, який зробив би його сером Абдул Карімом.

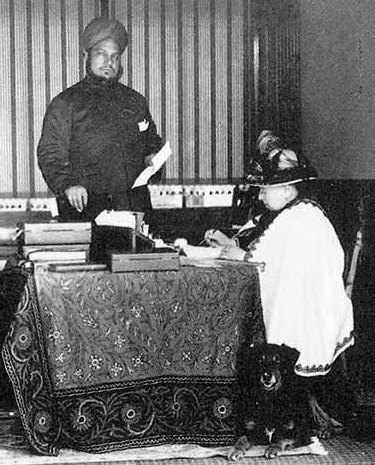
Абдул Мунші і королева

Мунші був останнім відомим фаворитом Вікторії.

### Останні роки
В 1906 майбутній король Англії Георг V (тоді принц) відвідав Індію і зустрівся там з Мунші, про що написав у листі Едуарду. Він згадав, що Мунші жив спокійним життям, не приносив проблем і був радий його бачити.
Помер Абдул Карім в Агрі у квітні 1909 року. Він був похований у пагодаподібному мавзолеї, а залишки листування з королевою знову виявилися вилучені англійською владою (потім кілька листів було повернено спадкоємцям фаворита). У Мунші не було дітей. Дві його дружини пережили його.

## Нагороди та пам'ять
Командор Королівського Вікторіанського ордена, кавалер Ордену Індійської імперії.
Також отримав велику кількість подарунків, у тому числі земельну ділянку в Індії. Після поділу колишньої колонії на частини і проголошення незалежності Індії більшість майна сім'ї покійного фаворита була конфіскована владою.
В історичній науці про Мунші було мало що відомо до 1951, коли були опубліковані мемуари Фредеріка Понсонбі. Потім інтерес до його історії та суперечки на тему властивостей особистості тільки зростали у другій половині XX та на початку XXI століття.
У 2017 році на екрани вийшов британський фільм режисера Стівена Фрірза " Вікторія і Абдул " за однойменним романом письменниці Шрабані Басу, присвячений стосункам Мунші та королеви. Роль Абдул Каріма виконав Алі Фазал, Вікторії — Джуді Денч.

## Цікаві факти
- Мунші був хафізом (тобто знав напам'ять Коран).
- Після п'ятнадцяти років життя в Англії та служби при дворі Мунші все ще не знав письмову англійську мову достатньо для читання та розуміння важливих документів.